# Winscombe and Sandford
Winscombe and Sandford is een civil parish in het bestuurlijke gebied North Somerset, in het Engelse graafschap Somerset met 4546 inwoners.